# دانشگاه راکفلر
دانشگاه راکفِلر (به انگلیسی: Rockefeller University) یک دانشگاه تحقیقاتی خصوصی در زمینهٔ زیست‌پزشکی در نیویورک واقع در ایالت نیویورک آمریکا است که در سال ۱۹۰۱ میلادی توسط جان دیویس راکفلر بنیان‌نهاده شده‌است.